# ТЭЦ Гданьск (Lotos)
ТЭЦ Гданьск (Lotos) — теплоэлектроцентраль на севере Польши, принадлежащая нефтеперерабатывающему заводу компании Lotos.
В 1973—1974 годах для обеспечения потребностей Гданьского НПЗ была введена в эксплуатацию теплоэлектроцентраль, оснащенная оборудованием французского производства: 2 мазутные котла компании Lentjes производительностью 160 тонн пара в час, две турбины Cresuot-Loire мощностью по 15 МВт и генераторы Jeumont.
В 1994 и 1998 годах дополнительно смонтировали два мазутных котла производства польской компании Rafako из Рацибужа, способные производить 145 тонн пара в час, что довело тепловую мощность станции до 448 МВт.
С 2014 года все котлы перевели на природный газ, который может поступать в район Гданьска из западного (трубопровод Щецин – Гданьск) и южного (газопровод от Влоцлавека) направлений.